# Henryk Rzewuski
Henryk Rzewuski (Slavuta, 3 maggio 1791 – Chudnov, 28 febbraio 1866) è stato un romanziere e giornalista polacco.
Famoso per esser stato il promotore del romanziere Walter Scott in Polonia.

## Biografia
Il conte Henryk Rzewuski proveniva da una ricca famiglia di proprietari terrieri dell'Ucraina. Figlio Wawrzyniec Adam Rzewuski, senatore russo di San Pietroburgo, fu il fratello di Caroline Sobańska, di Ewelina Hańska e del generale Adam Rzewuski.
Lasciò la politica per dedicarsi alla letteratura. Produsse molti romanzi nello stile di Walter Scott.

## Opere
- Pamiątki Soplicy 1839, 4 volumi; ristampato con il commento di Zygmunt Szweykowski, 1928
- Zamek krakowski (1847–48)
- Teofrast polski (1851)
- Adam Śmigielski (1851)
- Rycerz Lizdejko (1852)
- Zaporożec (1854)
- Pamiętniki Bartłomieja Michałowskiego (1855–57)
- Próbki historyczne (1868)